# Canon de 203 mm modèle 1924
Le canon de marine 203 mm/50 calibres modèle 1924 était un canon naval moyen de la marine française.
Ce modèle fut mis en œuvre sur les croiseurs lourds des classes Duquesne et Suffren comme batterie principale, montées dans quatre tourelles double pesant 180 tonnes chacune, ainsi que sur le sous-marin Surcouf en une seule tourelle double. Le calibre de 203 mm était une des caractéristiques des croiseurs lourds construits à la suite des limitations imposées par le traité naval de Washington de 1922.

## Description
Ces canons utilisaient deux sacs (gargousses) contenant chacun 23,5 kilogrammes de poudre sans fumée avec un projectile de 123 kilogrammes pour atteindre la portée maximale indiquée à une élévation de 45 degrés. Chaque canon pouvait tirer environ 4 à 5 coups par minute. La portée était légèrement inférieure avec l’obus antiblindage M1936 de 134 kg.
Ce modèle était également monté dans une unique tourelle double à bord du sous-marin français Surcouf, qui avait été conçu comme un croiseur sous-marin destiné à perturber les lignes d'approvisionnement ennemies. Cette version de l'arme était équipée de tapes de bouche actionnés mécaniquement pour permettre une plongée rapide. Ces canons pouvaient ouvrir le feu 2,5 minutes après que le bâtiment ait fait surface et tirer environ 3 coups par minute. L’élévation maximale de 30 degrés limitait la portée à 28 kilomètres. Il s'agissait du deuxième plus grand canon installé sur un sous-marin après celui du HMS M1 britannique pendant la Seconde Guerre mondiale.